# Liffol-le-Grand
Liffol-le-Grand è un comune francese di 2 431 abitanti situato nel dipartimento dei Vosgi nella regione del Grand Est.

## Società

### Evoluzione demografica
Abitanti censiti